# By Divine Right
By Divine Right er en amerikansk stumfilm fra 1924 af Roy William Neill.

## Medvirkende
- Mildred Harris som Mildred
- Anders Randolf som Trent
- Elliott Dexter som Austin Farrol
- Sidney Bracey
- Jeanne Carpenter
- Grace Carlyle som Mrs. Trent
- DeWitt Jennings som Tug Wilson